# Kimitsu, Chiba
Kimitsu (君津市 Kimitsu-shi) là một thành phố thuộc tỉnh Chiba, Nhật Bản.